# Bitwa pod Jurkowicami

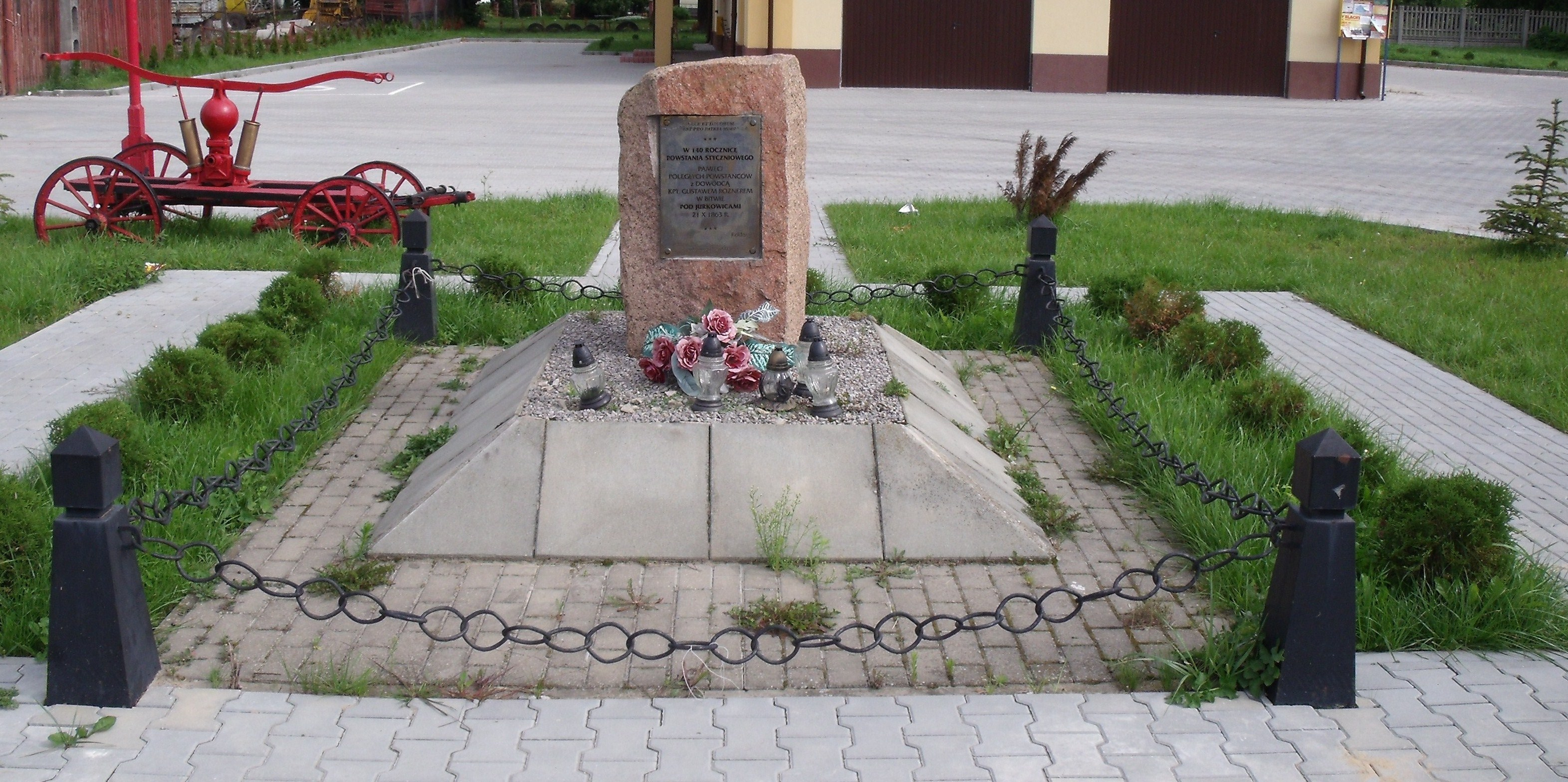
Pomnik w Jurkowicach upamiętniający bitwę

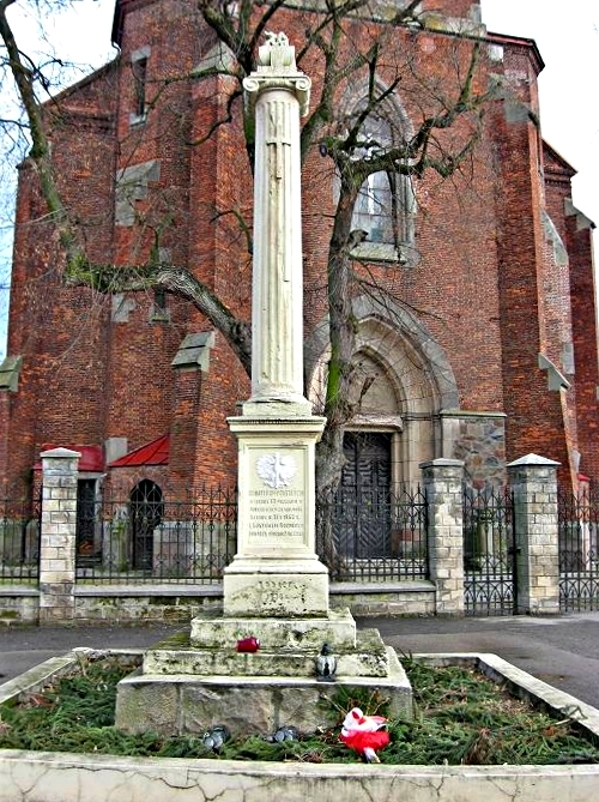
Pomnik powstańców styczniowych poległych w bitwie pod Jurkowicami przed kościołem w Olbierzowicach

Bitwa pod Jurkowicami – walki toczone 21 października 1863 roku pomiędzy oddziałem powstańców styczniowych pod dowództwem kapitana „Gustawa Róży” a oddziałami rosyjskimi.

## Geneza
Pod koniec zwycięskiej bitwy pod Rybnicą w dniu 20 października 1863 płk Czachowski wraz z całą kawalerią powstańczą oddalił się w kierunku Klimontowa. Piechota pod dowództwem mjr Karola Zajkowskiego „Liwoczy” ruszyła na nocleg do nieodległych Dzięków. W trakcie marszu leśnymi drogami od oddziału oddalił się mjr „Liwocz” z ok. 30 ludźmi. W następnym dniu zgodnie z rozkazem płk. Czachowskiego, oddział pod dowództwem kapitana Augusta Rosnera „Róży” podjął marsz w kierunku Konar w celu połączenia się z jazdą. Marsz odbywał się lasami na północ w kierunku Jurkowic. 

## Siły stron
Siły polskie: 
- 5 kompanii strzelców,
- kompania kosynierów.

Łącznie ok. 450 żołnierzy.
Siły rosyjskie:
- oddział majora Czuti:
  - 3 roty (kompanie) halickiego pułku piechoty,
  - 2 szwadrony noworosyjskiego pułku dragonów.
- oddział podpułkownika Gołubiewa:
  - rota (kompania) piechoty z garnizonu z Zawichostu,
  - 2 roty (kompanie) piechoty z garnizonu z Opatowa,
  - sotnia kozaków.

Łącznie około 1300 żołnierzy.

## Przebieg bitwy
Oddział powstańczy, pozbawiony rozpoznania, wszedł w przygotowaną w Jurkowicach rosyjską zasadzkę. Bitwa rozpoczęła się ok. 9:00 od niespodziewanego ataku dragonów mjr. Czutiego, odcinającego jedną z kompanii strzelców od sił głównych oddziału. Kpt. Rosner podjął decyzję, żeby przebijać się w kierunku Konar. W celu osłony pozostawił na skraju lasu kompanię strzelców kpt. Popowskiego wraz z kompanią kosynierów. Z pozostałymi siłami uderzył na wieś, opanowując znaczną jej część. W trakcie przeciągającej się walki, Rosjanie atakując z trzech stron z otwartego pola, ponosili znaczne straty. Około południa na polu walki pojawił się oddział ppłk. Gołubiewa i uderzył z marszu od wschodu wsi. Atakujący odcięli od sił głównych kompanię strzelców kpt Popowskiego oraz przełamali obronę kompanii kosynierów broniących skraju lasu. Strzelcy Popowskiego atakiem na bagnety przebili się do wsi, gdzie zajęli budynek karczmy. W tym samym czasie dragoni mjr. Czuti zaatakowali od zachodu kompanię strzelców kpt Semetkowskiego. Strzelcy Semetkowskiego po odparciu szarży, atakiem na bagnety przebili się przez pozycje rosyjskie. Za nimi z płonącej wsi wyrwała się część strzelców z pozostałych kompanii. Nie ścigani przez wojsko rosyjskie odeszli na północ. W powstałą lukę w polskiej obronie wdarła się rosyjska piechota, która wyparła strzelców kpt Rosnera w stronę folwarku na północnym krańcu wsi. Głównym punktem oporu stała się murowana owczarnia w której murach żołnierze kpt. Rosnera wybili otwory strzelnicze. Ponawiane ataki ppłk. Gołubiewa załamywały się w celnym ogniu powstańców prowadzonym z karczmy, owczarni i innych zabudowań wsi. W trakcie oblężenia budynków od kul powstańczych został ciężko ranny rotmistrz dragonów, Pleskaczewski (Polak z pochodzenia). Obrona powstańcza załamała się po podpaleniu zabudowań przez Rosjan oraz po wyczerpaniu amunicji, a Rosjanie zdobyli karczmę. Przy próbie przebicia się został ciężko ranny kpt. Popowski.  Jedynie ok. 30 strzelcom z por. Witkowskim na czele udało się przebić do pobliskiego lasu. Po wyczerpaniu amunicji przy próbie przebicia się z płonącej owczarni zginął kpt. Rosner, a reszta obrońców została wzięta do niewoli.

## Epilog
W wyniku walk oddział powstańczy został rozbity. Straty powstańców wyniosły zabitych lub spalonych 52 żołnierzy (kapitan Rosner „Róża”), ok. 50 ciężko rannych oraz około 150 wziętych do niewoli. z pogromu uratowało się ok. 150 powstańców, którzy zasilili partie Jana Rudowskiego, Bronisław Gromejki, Władysława Eminowicza lub zbiegli do Galicji. Straty rosyjskie wyniosły 150 zabitych i rannych (w tym dwóch oficerów). 
Po bitwie Kozacy śmiertelnie pobili brata właściciela Jurkowic – Edwarda Władysława Białoskórskiego oraz lekarza staszowskiego Melchiora Dowgiałłę.
Poległych 52 powstańców pochowano w zbiorowej mogile na cmentarzu parafialnym w Olbierzowicach.
Przebieg bitwy opisał w swoich wspomnieniach Romuald Wilusz.